# Sudan Angloegipci
El Sudan Angloegipci fou un condomini que va existir entre 1898/1899 i 1956 al territori que avui dia són el Sudan i el Sudan del Sud.

## Geografia i economia
Al cens de 1928 tenia 6.469.041 habitants i la superfície era de 2.618.600 km². El 1927-1928 va produir 110.000 bales de cotó de 3.200.000 lliures de valor. Al darrer cens just abans de la independència tenia 6.784.048 habitants i la superfície es mesurava més acuradament en 2.505.700 km². El cotó seguia sent el producte principal amb 65.000 tones de fibra llarga i 12.000 tones de fibra curta el 1956, i 80.000 llavors.

## Història

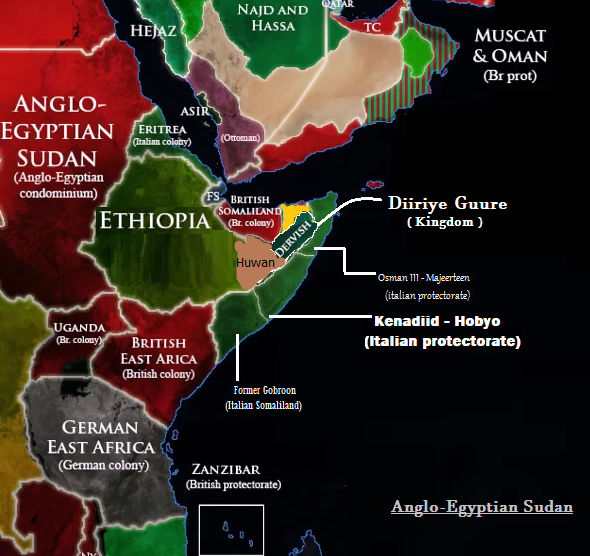

Egipte era nominalment una província otomana administrada pel virrei o kediv. El setembre del 1882 es va produir l'ocupació britànica d'Egipte però la situació de iure no va canviar. El Sudan havia començat a caure en mans del Muhàmmad Àhmad "el Mahdi" (1881-1882) i aquest va seguir amb la lluita aconseguint entrar a Khartum (1885). Com que nominalment Egipte restava província otomana, la reconquesta que van iniciar els britànics fou declarada "reconquesta angloegípcia de les províncies perdudes per Egipte". Lord Kitchener manava l'exèrcit però el gruix de les tropes eren egipcis (i sudanesos). Després de la derrota del khalifa Abdullahi a la batalla d'Omdurman el 2 de setembre de 1898 el control del país es va assegurar en poc temps. Dues setmanes després els britànics al·legaven els drets egipcis per dissuadir a l'expedició Marchand a Fashoda. Per tant, nominalment no es tractava de separar el Sudan de l'administració del reste d'Egipte, si bé això va passar de facto. Dues convencions entre Egipte i la Gran Bretanya el 1899 van establir formalment el condomini. La sobirania va quedar difusa, perquè haguera estat del sultà, però es va deixar el control en mans d'un governador general designat pels britànics però formalment nomenat pel kediv. Tots els governadors generals foren britànics. Capitulacions, Tribunals Mixtes i altres aparells de control internacional vigents a Egipte o a l'Imperi Otomà, foren exclosos. Així doncs, era un territori de iure otomà, sota administració sobirana egípcia i administració regulada conjunta dual, i en la pràctica només britànica.
La ficció de la sobirania otomana es va acabar el 1914 en esclatar la I Guerra Mundial, quan es va establir el protectorat britànic a Egipte i Sudan va passar a ser una part del protectorat (i d'Egipte) sota administració conjunta dual i en la pràctica només britànica. El 1916 fou ocupat el sultanat de Darfur. Per mitjà de negociacions amb França, Itàlia i el Congo es van establir les fronteres. El territori tenia 2.500.000 km² i anava del desert d'arena a la sabana i al bosc; hi vivien els nubians, els fur, el beges, àrabs, musulmans àrabofons, i una sèrie d'ètnies al sud con els shilluk, els dinka, els nuers, els bari, els azande i altres. No es va fer cap cens i, per tant, la població a l'inici del segle XX no se sap; fins i tot l'existència de grups ètnics diferents va tardar uns anys a establir-se, ja que inicialment els britànics ho desconeixien.
El major coneixement de la part nord, tant geogràficament com de la població, va fer que la major part de les inversions es fessin en aquesta zona. Es va fer un ferrocarril de Wadi Halfa a Khartum (que fou reconstruïda) i branques a al-Gezira i Port Sudan (que va substituir a Suakin). El cotó de la Gezira es va desenvolupar, i es van fer projectes de regadiu a les zones entre el Nil Blau i el Nil Blanc al sud de Khartum. Aquesta política fou obra principal del segon governador general Sir Francis Reginald Wingate (1900-1916); la política d'aquest va encaminar a eliminar les restes de mahdisme. En esclatar la I Guerra Mundial Wingate va actuar amb rapidesa per desactivar una crida a la gihad i a més de les mesures normals (censura, propaganda, arrestos preventius...) va modificar la política religiosa: com que la majoria dels fidels veneraven als santons (fikis) i als turuk sufites, el govern es va mostrar generós amb aquests especialment als que es considerava fidels, però fins i tot altres (com el fill del Mahdi, Sayyid Abd al-Rahman ibn al-Mahdi); van rebre exempcions d'impostos i altres beneficis a canvi del suport als britànics; el Mahdi de fet havia fet la gihad contra els turcs i el fill va poder col·laborar i ser rehabilitat. El 1916 Wingate va operar contra el sultà de Darfur que s'havia declarat pels otomans; el sultà Ali Dinar fou derrotat a al-Fashir i el sultà va morir; Darfur fou agregat al govern del Sudan. Wingate també va tenir un paper destacat en la revolta àrab a l'Hedjaz dirigida pel xerif de la Meca. Passada la guerra les posicions britàniques es van tornar a endurir contra els musulmans.
El 1921 es va revoltar Abd Allah al-Sihayni al Darfur i es va considerar que actuava per compte de Sayyid Abd al-Rahman, que seguia gaudint de privilegis després d'acabar la guerra i havia augmentat els seus partidaris, però no es va arribar a actuar contra ell. El 1922 Egipte va esdevenir nominalment independent però els britànics en van seguir conservant el control del país i el 1924 pujava el poder un govern del wafd dirigit per Sad Zaghlul que insistia en la unitat de la vall del Nil. L'estatus del Sudan, com el de la zona del Canal de Suez, van passar a ser els afers principals en les relacions angloegipcies i des de 1924 foren els principals problemes a resoldre.
El 1924 es van produir al Sudan manifestacions de la Lliga de la Bandera Blanca que van criticar als britànics i van defensar els drets egipcis; Sayyid Abd al-Rahman va donar suport als britànics (en els següents anys mercès a les concessions del govern i al treball dels seus adeptes va esdevenir l'home més ric del Sudan). El 20 de novembre de 1924 el governador Sir Lee Stack era assassinat al Caire (el que va costar el càrrec de primer ministre a Sad Zaghlul) i les unitats militars egípcies al Sudan foren enviades a Egipte junt amb els cooperants civils (24 de novembre). Els soldats es van amotinar contra l'evacuació i alguns soldats sudanesos van lluitar i morir al costat dels amotinats a Khartum. Va seguir un període de repressió; els poders dels caps tribals foren ampliats per eliminar la influència de les elits nacionalistes que buscaven l'aliança amb els nacionalistes egipcis; les escoles britàniques van substituir a les laiques. Una Força Anglosudanesa es va crear el 1925 amb soldats sudanesos i oficials britànics. El mateix 1925 es va iniciar el programa per la Gezira que pretenia posar en rendiment extenses zones però una plaga de llagosta i l'ensorrament del mercat del cotó van portar a una crisi financera.
Els anys trenta van veure la competició entre Sayyid Ali al-Mirghani, cap de la tarika Khatamiyya, oposat al mahdisme i favorables als britànics, i de Sayyid Abd al-Rahman ibn al-Mahdi, cap de la Mahdiyya o secta Ansar. El 1936, després de llargues converses amb Egipte, la Gran Bretanya va accedir a l'enviament d'algunes unitats militars simbòliques egípcies al Sudan a més d'algunes concessions sobre el seu estatus internacional, a canvi que els britànics asseguressin la seva posició al canal de Suez. El 1938 els britànics van acceptar la creació d'un Congrés Nacional de Diplomats que restaurava la influència de les elits sudaneses.
La II Guerra Mundial va esclatar el 1939 i el 1940 els italians van ocupar la Somàlia Britànica. El 4 de juliol de 1940 ocupaven Gallabat, Kurmak i Kassala. El gener de 1941 els britànics van contraatacar i van envair Somàlia Italiana, Eritrea i Abissínia que formaven la colònia de l'Àfrica Oriental Italiana. Les posicions al Sudan foren recuperades el 17 de gener de 1941. Les unitats de la Força Anglosudanesa van servir en aquesta operació i en altres a altres llocs. Durant la guerra van emergir alguns partits polítics: el 1944 l'Ashikka, nucli del que serien després els unionistes sota diversos noms; el 1945 l'Umma National Party, partidari d'un Sudan pels sudanesos. En acabar la guerra el 1945, Egipte va demanar renegociar el tractat de 1936, però les posicions resultaven irreconciliables. El protocol Sidki-Bevin d'octubre de 1946 va reconèixer la sobirania egípcia sobre el Sudan però va trobar l'oposició dels funcionaris britànics al Sudan que van frustrar l'acord.
Llavors els unionistes dirigits per Ismail al-Azhari, un professor de matemàtiques d'una destacada família religiosa, va condemnar als britànics i va refusar tota cooperació, exigint la unió a Egipte; una part dels unionistes de fet esperava que així es desfarien dels britànics, però realment no volia canviar un domini per un altre; altres esperaven amb això barrar el pas a una monarquia mahdista a la que la Gran Bretanya podia estar temptada de recórrer per pressionar als egipcis. Sayyid Abd al-Rahman ibn al-Mahdi cooperava amb el govern britànic i amb l'Umma, que dominava el cossos consultius del Sudan i era enemic històric dels egipcis. Un tercer grup refusava la unió i la monarquia i preferia una unió confederal com a mitjà d'apartar del poder al fill del Mahdi i als britànics i mantenir a distància als egipcis. La lluita però se centrava en els dos grans líders religiosos; curiosament Sayyid Abd al-Rahman era més modern i més laic mentre al-Mirghani representava un govern prudent i conservador encara que es considerava que el seu unionisme era més per oposició als mahdistes que per autèntic desig.
El 1948 el governador general va establir una Assemblea legislatiova amb 10 membres designats pel governador i 65 elegits; al mateix temps es va establir un Consell Executiu del que la meitat almenys havien de ser sudanesos. A les eleccions l'Umma va obtenir la majoria. El 17 de gener de 1952 l'assemblea aprovava el projecte de constitució.
El cop d'estat d'Egipte de 1952 va portar al front del govern al general Muhammad Naguib; la junta va proclamar el seu desig d'acordar l'autodeterminació al Sudan i Sayyid Abd al-Rahman va assolir llavors la posició de ministre en cap del consell executiu (22 d'octubre de 1952) restant en funcions de fet fins al 6 de gener de 1954. Això va deixar als partits sudanesos fora de joc i van entrar en contacte directe amb la junta sense intervenció dels britànics i per un tractat a formal entre Egipte i la Gran Bretanya, les dues potències administradores van aprovar la constitució sudanesa (12 de febrer de 1953) i van establir les bases de l'autodeterminació després d'un període de transició de tres anys per sudanitzar l'administració, establir les institucions previstes per la constitució, i eleccions a un parlament nacional. Celebrades les eleccions el novembre del 1953 van donar la majoria al Partit Unionista Nacional d'al-Azhari amb 51 diputats, seguit de l'Umma amb 22, el Partit Liberal (sudista) amb 9, el Partit Socialista Republicà amb 3, el Front Antiimperialista amb 1, i 11 independents. La constitució preveia també a més de la Cambra de diputats, un senat on també van triomfar els unionistes (22 escons) seguits d'Umma amb 3, liberals sudistes amb 3 i 2 independents (el governador general designava 20 senadors i el nomenament va recaure en general en personalitats sense afiliació política). La campanya de l'Umma fou dolenta i es va alienar a tots els que no eren mahdistes; altres partits només tenien una audiència local o com a molt regional o estaven massa als extrems.
Això fou el primer pas pel que van acabar sent els partidaris de la unió amb Egipte, els que finalment van portar al Sudan a la independència. Al-Azhari va dirigir el govern (6 de gener de 1954) i inicialment va treballar per una federació amb Egipte però la caiguda de Naguib (sudanès de naixement) que va perdre poder el 1954 fins a la seva dimissió el 14 de novembre d'aquest any, va refredar les expectatives. Els funcionaris egipcis van quedar substituïts per sudanesos el juliol de 1955. Arran d'una visita al Caire aquest mateix mes, al-Azhari es va sentir tractat com estranger i va decidir orientar la seva política a la independència nacional, tot i que els egipcis van continuar pressionant per la unió i van mobilitzar al seu home de més confiança dins el partit, el vicepresident Muhammad Nureddin; això li va costar el seu càrrec de ministre d'obres públiques al cap de pocs dies; Nureddin va reaccionar convocant una assemblea del partit a la que només van assistir menys de la meitat dels membres, i en la qual al-Azhari fou expulsat junt amb quatre ministres que li donaven suport; al-Azhari va al·legar defectes de forma en la convocatòria i no va acatar l'acord i va aconseguir que el comitè executiu del partit i el grup parlamentari donessin suport a la tesi de la independència.
L'agost Ali al-Mirghani i Sayyid And al-Rahman, separadament però segurament per pacte, van considerar que el futur del país s'havia de decidir per plebiscit. El 15 d'agost el parlament votava a favor de la independència. El Partit Liberal va enviar emissaris al Caire reclamant una federació de tres membres, Egipte, Sudan del nord i Sudan del sud, amb un govern comú per les relacions exteriors, defensa, duanes i repartiment de l'aigua del Nil. El 18 d'agost es van revoltar les tropes sudistes a Torit a Equatoria i es va declarar l'estat d'alarma a les tres províncies al sud del país; els disturbis es van estendre a Juba, Yambio, Mariodi i Yei; els rebels van refusar rendir-se a les tropes sudaneses que eren nordistes (però si acceptaven rendir-se a tropes britàniques o egípcies); el 24 d'agost el governador Alexander Knox Helm els va donar un ultimàtum de 24 hores; els rebels es van retirar als boscos (o a Uganda i el Congo Belga) i van abandonar les poblacions que dominaven on van entrar les tropes sudaneses. Hi va haver bastants morts i les diferències entre el nord i el sud es van podar clarament de manifest, i d'aquesta revolta sorgiran uns anys després els Anya Anya (després coneguts com a Anya Anya I). Vegeu Primera guerra civil sudanesa.
Justament llavors el govern egípci va abandonar les seves aspiracions sobre Sudan i va cessar al ministre d'Afers Sudanesos, comandant Salem, que havia abusat en les seves campanyes en pro de la unió. El 9 de novembre de 1955 el govern sudanès va perdre una votació (per la defecció de quatre dels seus diputats) i al-Azhari va haver de dimitir però només cinc dies després va tornar a formar govern amb suport dels seus seguidors i de l'Umma. Els dos líders religiosos del país que patricinaven als dos principals partits, van emetre una declaració conjunta en favor d'un govern de concentració de tots els partits. El 15 de novembre de 1955 Egipte i Gran Bretanya van redefinir en un tractat les modalitats de l'autodeterminació: seria per plebiscit supervisat per una comissió amb representants de Suècia, Noruega, Txecoslovàquia, Suïssa, Iugoslàvia, Pakistan i Índia, però el govern sudanès, que no havia estat consultat, va refusar l'acord i el 19 de desembre el parlament va votar per unanimitat una resolució sobre el futur del país que establia:
a) S'acceptava que l'Assemblea constituent atendria les reclamacions de les tres províncies del sud en favor d'un estat federal
b) Es demanava a Gran Bretanya i Egipte el reconeixement de la plena independència del Sudan 
c) Una comissió de cinc membres designats pel Parlament assumiria les funcions de cap d'estat que fins aleshores exercia el governador general.
Gran Bretanya i Egipte van accedir a la petició i l'1 de gener de 1956 reconeixien la independència del Sudan. Aquest dia, a les 8 del matí, el cap del govern va llegir les notes britànica i egípcia al Parlament i el president de la Cambra va prendre jurament als cinc membres designats per exercir la capçalera de l'estat de manera interina. Un hora després es van abaixar les banderes egípcia i britànica i es va hissar la nova bandera del Sudan blava, groga i verda en franges horitzontals.

## Llista de governadors
- Horatio Herbert Kitchener (lord Kitchener) 2 de setembre de 1898 a 19 de gener de 1899 governador militar, i després governador general fins al 22 de desembre de 1899.
- Sir Francis Reginald Wingate 22 de desembre de 1899 - 31 de desembre de 1916
- Sir Lee Oliver Fitzmaurice Stack 1 de gener de 1917 - 20 de novembre de 1924
- Sir Wasey Sterry (interí) 21 de novembre de 1924 - 5 de gener de 1925 (nomenat Sir el 1925)
- Sir Geoffrey Francis Archer 5 de gener de 1925 - 6 de juliol de 1926
- Sir John Loader Maffey 31 d'octubre de 1926 - 10 de gener de 1934
- Sir George Stewart Symes 10 de gener de 1934 - 19 d'octubre de 1940
- Sir Hubert Jervoise Huddleston 19 d'octubre de 1940 - 8 d'abril de 1947
- Sir Robert George Howe 8 d'abril de 1947 - 29 de març de 1954
- Sir Alexander Knox Helm 29 de març de 1954 - 12 de desembre de 1955 (en funcions fins al 30 de juny)